# Макги, Памела
Памела Дениз Макги (англ. Pamela Denise McGee; род. 1 декабря 1962 года, Флинт, Мичиган, США) — американская профессиональная баскетболистка, выступавшая в женской национальной баскетбольной ассоциации. Была выбрана на драфте ВНБА 1997 года в первом раунде под общим вторым номером командой «Сакраменто Монархс». Играла на позиции центровой и тяжёлого форварда. По окончании своей карьеры в течение двух сезонов работала ассистентом главного тренера в команде «Детройт Шок».

## Ранние годы
Памела родилась 1 декабря 1962 года в городе Флинт (штат Мичиган), а училась там же в Северной средней школе, в которой выступала за местную баскетбольную команду. Её сестра-близнец Пола Макги тоже была баскетболисткой.

## Личная жизнь
В 1988 году Памела родила от Джорджа Монтгомери сына Джавейла Макги, действующего игрока НБА, трёхкратного чемпиона лиги и олимпийского чемпиона Токио. Памела и Джавейл стали первыми матерью и сыном, завоевавшими золотые медали на олимпийских баскетбольных турнирах.
В 1994 году вышла замуж за Кевина Стаффорда, от которого родила действующего игрока женской НБА Имани Бойетт. Таким образом Памела стала первым игроком женской НБА, чьи сын и дочь также выступали в главных баскетбольных лигах Северной Америки. Супруги развелись в 1996 году.